# Idioma maká
El maká es un idioma matacoano hablado en Argentina y Paraguay por el pueblo maká. Cuenta con aproximadamente 1.500 hablantes, principalmente en el Departamento de Presidente Hayes, cerca del Río Negro; así como en Asunción y sus alrededores, además de la ciudad de Clorinda en la provincia argentina de Formosa.